# فضاء رياضي
في الرياضيات، الفضاء مجموعة ذات خواص مميزة وعادة يكون مزودا ببنية رياضية إضافية. لا يمكن اعتبار كلمة فضاء في الرياضيات محددة بشكل تام بل هي اسم عام لعدد من المصطلحات المتشابهة، معظمهم يشكل تعميمات لبعض الخواص التجريدية لمصطلح الفضاء الفيزيائي.
بشكل عام يعتبر الفضاء الإتجاهي وبشكل خاص الفضاء الإقليدي يمكن أن يظهر كتعميم لمفهوم النظام الإحداثي الإقليدي. يمكن ان نضيف أيضا أنواع أخرى مهمة للفضاءات الشعاعية مثل: فضاء باناش وفضاء هلبرت. ويتم هنا تجريد عملية قياس المسافات بمفهوم الفضاء المتري، وقياس الحجوم يقود أيضا إلى مفهوم فضاء القياس.
يمكن سرد بعض أنواع الفضاءات الرياضية:
- فضاء باناش.
- فضاء إقليدي.
- فضاء هلبرت.
- فضاء متري.
- فضاء احتمالي.
- فضاء طوبولوجي.
- فضاء شعاعي.